# Castellum in Numidia
Замак у Нумидији (лат. Castellanum in Numidia) је замак и главни град историјске дијецезе у Римском царству у провинцији Нумидија, модерно повезаној са Хенчир-Гасталом у северном Алжиру. Тренутно католичка титуларна епископија.
Једини познати епископ ове афричке дијецезе је Хоноратус, чије се име појављује као четврто на списку епископа Нумидије које је вандалски краљ Хунерих позвао у Картагину 484. године. Хоноратус је, као и сви други афрички католички епископи, осуђен на прогонство.
Од 1933. године, „Castellanus in Numidia” је наведен међу титуларним епископским столицама Католичке цркве. Од 14. фебруара 2023. године, титуларни епископ је Антоније Нарх Асаре, помоћни бискуп Акре.

## Титуларни бискупи
| Р.б. | Бискуп              | Функција                                                | Од                 | До                  |
| ---- | ------------------- | ------------------------------------------------------- | ------------------ | ------------------- |
| 1    | Луиђи Мафео         | Војни бискуп (Италија)                                  | 16. јануар 1966.   | 7. мај 1971.        |
| 2    | Тамаш Јунг          | Апостолски администратор југословенског Баната (Србија) | 22. децембар 1971. | 5. децембар 1992.   |
| 3    | Донато Де Бонис     | Прелат Малтешког реда (Италија)                         | 25. март 1993.     | 23. април 2001.     |
| 4    | Питер Хла           | Помоћни бискуп Таунџија (Мјанмар)                       | 13. март 2001.     | 15. децембар 2005.  |
| 5    | Антонио Ди Дона     | Помоћни бискуп Напуљски (Италија)                       | 4. октобар 2007.   | 18. септембар 2013. |
| 6    | Педро Хавијер Торес | Помоћни бискуп Кордоба (Аргентина)                      | 16. новембар 2013. | 11. новембар 2022.  |
| 7    | Ентони Нар Асаре    | Помоћни бискуп Акра (Гана)                              | 14. фебруар 2023.  |                     |